# Vela ai Giochi della XIV Olimpiade - Star
La competizione della classe Star  di vela ai Giochi della XIV Olimpiade si è svolta nei giorni dal 3 al 12 agosto 1948 a Torquay.

## Partecipanti
| Nazione       | Barca       | Equipaggio                                             |
| ------------- | ----------- | ------------------------------------------------------ |
| Argentina     | Acturus     | Jorge Piacentini - Ángel Carrasco                      |
| Australia     | Moorina     | Jock Sturrock - Len Fenton                             |
| Austria       | Donar III   | Georg Obermüller - Horst Obermüller - Hans Schachinger |
| Brasile       | Buscape II  | João José Bracony - Carlos Bittencourt Filho           |
| Canada        | Ariel       | Bill Gooderham - Gerry Fairhead                        |
| Cuba          | Kurush II   | Carlos de Cárdenas Culmell - Carlos de Cárdenas Plá    |
| Finlandia     | Lucky Star  | René Nyman - Christian Ilmoni                          |
| Francia       | Aloha II    | Yves Lorion - Jean Peytel                              |
| Gran Bretagna | Gem II      | Durward Knowles - Sloan Farrington                     |
| Grecia        | Nephos I    | Georgios Kalambokidis - Khristoforos Karolou           |
| Italia        | Legionario  | Agostino Straulino - Nicolò Rode                       |
| Paesi Bassi   | Starita     | Bob Maas - Eddy Stutterheim                            |
| Portogallo    | Espardate   | Joaquim Fiúza - Júlio Gourinho                         |
| Spagna        | Galerna     | José María Alonso - José Luis Allende - Eduardo Aznar  |
| Stati Uniti   | Hilarius    | Hilary Smart - Paul Smart                              |
| Svezia        | Lotta IV    | Bengt Melin - Yngve Engkvist                           |
| Svizzera      | Ali-Baba II | Hans Bryner - Kurt Bryner                              |

## Risultati
| Regata 1 3 agosto | Regata 1 3 agosto | Regata 1 3 agosto | Regata 1 3 agosto | Regata 2 4 agosto | Regata 2 4 agosto | Regata 2 4 agosto | Regata 2 4 agosto | Regata 3 5 agosto | Regata 3 5 agosto | Regata 3 5 agosto | Regata 3 5 agosto | Regata 4 6 agosto | Regata 4 6 agosto | Regata 4 6 agosto | Regata 4 6 agosto |
| Pos.              | Nazione           | Tempo             | Punti             | Pos.              | Nazione           | Tempo             | Punti             | Pos.              | Nazione           | Tempo             | Punti             | Pos.              | Nazione           | Tempo             | Punti             |
| ----------------- | ----------------- | ----------------- | ----------------- | ----------------- | ----------------- | ----------------- | ----------------- | ----------------- | ----------------- | ----------------- | ----------------- | ----------------- | ----------------- | ----------------- | ----------------- |
| 1                 | Italia            | 1-56:52           | 1331              | 1                 | Stati Uniti       | 1-52:12           | 1331              | 1                 | Portogallo        | 3-33:11           | 1331              | 1                 | Stati Uniti       | 2-00:53           | 1331              |
| 2                 | Gran Bretagna     | 1-57:51           | 1030              | 2                 | Gran Bretagna     | 1-54:42           | 1030              | 2                 | Stati Uniti       | 3-33:19           | 1030              | 2                 | Cuba              | 2-01:07           | 1030              |
| 3                 | Paesi Bassi       | 1-58:14           | 854               | 3                 | Italia            | 1-54:46           | 854               | 3                 | Italia            | 3-33:59           | 854               | 3                 | Paesi Bassi       | 2-02:31           | 854               |
| 4                 | Stati Uniti       | 1-58:52           | 729               | 4                 | Australia         | 1-54:58           | 729               | 4                 | Canada            | 3-37:02           | 729               | 4                 | Gran Bretagna     | 2-02:37           | 729               |
| 5                 | Svezia            | 1-58:54           | 632               | 5                 | Paesi Bassi       | 1-55:23           | 632               | 5                 | Paesi Bassi       | 3-37:37           | 632               | 5                 | Portogallo        | 2-03:14           | 632               |
| 6                 | Svizzera          | 2-00:23           | 553               | 6                 | Portogallo        | 1-57:55           | 553               | 6                 | Gran Bretagna     | 3-45:35           | 553               | 6                 | Australia         | 2-04:49           | 553               |
| 7                 | Cuba              | 2-00:55           | 486               | 7                 | Spagna            | 1-58:08           | 486               | 7                 | Cuba              | 3-45:36           | 486               | 7                 | Argentina         | 2-05:08           | 486               |
| 8                 | Grecia            | 2-01:12           | 428               | 8                 | Francia           | 1-58:38           | 428               | 8                 | Francia           | 3-45:43           | 428               | 8                 | Svizzera          | 2-06:17           | 428               |
| 9                 | Canada            | 2-01:52           | 377               | 9                 | Svizzera          | 1-58:43           | 377               | 9                 | Grecia            | 3-45:57           | 377               | 9                 | Spagna            | 2-07:11           | 377               |
| 10                | Austria           | 2-02:01           | 331               | 10                | Argentina         | 1-58:58           | 331               | 10                | Argentina         | 3-46:43           | 331               | 10                | Brasile           | 2-07:32           | 331               |
| 11                | Portogallo        | 2-02:17           | 290               | 11                | Finlandia         | 1-59:29           | 290               | 11                | Brasile           | 3-46:55           | 290               | 11                | Grecia            | 2-07:49           | 290               |
| 12                | Francia           | 2-03:17           | 252               | 12                | Grecia            | 2-00:20           | 252               | 12                | Svizzera          | 3-47:10           | 252               | 12                | Finlandia         | 2-07:52           | 252               |
| 13                | Finlandia         | 2-03:58           | 217               | 13                | Brasile           | 2-00:38           | 217               | 13                | Finlandia         | 3-47:16           | 217               | 13                | Canada            | 2-07:53           | 217               |
| 14                | Argentina         | 2-04:14           | 185               | 14                | Canada            | 2-01:52           | 185               | 14                | Austria           | 3-47:58           | 185               | 14                | Austria           | 2-09:09           | 185               |
| 15                | Spagna            | 2-04:31           | 155               | 15                | Austria           | 2-02:48           | 155               | 15                | Australia         | 3-49:11           | 155               | 15                | Svezia            | 2-09:23           | 155               |
| 16                | Brasile           | 2-05:14           | 127               | -                 | Cuba              | Squal.            | 0                 | 16                | Spagna            | 3-50:30           | 127               | -                 | Francia           | Squal.            | 0                 |
| -                 | Australia         | Rit.              | 0                 | -                 | Svezia            | NP                | 0                 | 17                | Svezia            | 3-51:57           | 101               | -                 | Italia            | Squal.            | 0                 |

| Regata 5 10 agosto | Regata 5 10 agosto | Regata 5 10 agosto | Regata 5 10 agosto | Regata 6 11 agosto | Regata 6 11 agosto | Regata 6 11 agosto | Regata 6 11 agosto | Regata 7 12 agosto | Regata 7 12 agosto | Regata 7 12 agosto | Regata 7 12 agosto |
| Pos.               | Nazione            | Tempo              | Punti              | Pos.               | Nazione            | Tempo              | Punti              | Pos.               | Nazione            | Tempo              | Punti              |
| ------------------ | ------------------ | ------------------ | ------------------ | ------------------ | ------------------ | ------------------ | ------------------ | ------------------ | ------------------ | ------------------ | ------------------ |
| 1                  | Italia             | 1-51:53            | 1331               | 1                  | Cuba               | 1-50:09            | 1331               | 1                  | Australia          | 1-52:25            | 1331               |
| 2                  | Gran Bretagna      | 1-52:46            | 1030               | 2                  | Paesi Bassi        | 1-51:08            | 1030               | 2                  | Cuba               | 1-54:30            | 1030               |
| 3                  | Stati Uniti        | 1-53:04            | 854                | 3                  | Francia            | 1-51:35            | 854                | 3                  | Portogallo         | 1-55:45            | 854                |
| 4                  | Paesi Bassi        | 1-53:21            | 729                | 4                  | Australia          | 1-51:55            | 729                | 4                  | Grecia             | 1-57:33            | 729                |
| 5                  | Spagna             | 1-54:32            | 632                | 5                  | Portogallo         | 1-53:08╜           | 632                | 5                  | Finlandia          | 1-58:05            | 632                |
| 6                  | Francia            | 1-55:05            | 553                | 6                  | Canada             | 1-53:09            | 553                | 6                  | Stati Uniti        | 1-59:34            | 553                |
| 7                  | Cuba               | 1-58:45            | 486                | 7                  | Spagna             | 1-53:50            | 486                | 7                  | Paesi Bassi        | 1-59:42            | 486                |
| 8                  | Canada             | 1-58:48            | 428                | 8                  | Austria            | 1-54:19            | 428                | 8                  | Spagna             | 2-01:20            | 428                |
| 9                  | Finlandia          | 2-01:35            | 377                | 9                  | Grecia             | 1-55:33            | 377                | 9                  | Austria            | 2-02:23            | 377                |
| 10                 | Australia          | 2-02:29            | 331                | 10                 | Brasile            | 1-56:49            | 331                | 10                 | Canada             | 2-08:17            | 331                |
| 10                 | Grecia             | 2-02:29            | 331                | 11                 | Finlandia          | 1-59:04            | 290                | 11                 | Brasile            | 2-27:46            | 290                |
| 12                 | Portogallo         | 2-05:23            | 252                | -                  | Argentina          | Rit.               | 0                  | -                  | Francia            | Rit.               | 0                  |
| 13                 | Argentina          | 2-05:30            | 217                | -                  | Svizzera           | Rit.               | 0                  | -                  | Gran Bretagna      | Rit.               | 0                  |
| 14                 | Brasile            | 2-06:36            | 185                | -                  | Svezia             | Rit.               | 0                  | -                  | Italia             | Rit.               | 0                  |
| 15                 | Austria            | 2-18:09            | 155                | -                  | Stati Uniti        | Squal.             | 0                  | -                  | Argentina          | NP                 | 0                  |
| -                  | Svizzera           | Squal.             | 0                  | -                  | Gran Bretagna      | Squal.             | 0                  | -                  | Svizzera           | NP                 | 0                  |
| -                  | Svezia             | Squal.             | 0                  | -                  | Italia             | Squal.             | 0                  | -                  | Svezia             | NP                 | 0                  |

## Classifica finale
| Pos.    | Nazione       | Barca       | Equipaggio                                             | Punti Totali | Punti ottenuti nelle regate | Punti ottenuti nelle regate | Punti ottenuti nelle regate | Punti ottenuti nelle regate | Punti ottenuti nelle regate | Punti ottenuti nelle regate | Punti ottenuti nelle regate |
| Pos.    | Nazione       | Barca       | Equipaggio                                             | Punti Totali | 1                           | 2                           | 3                           | 4                           | 5                           | 6                           | 7                           |
| ------- | ------------- | ----------- | ------------------------------------------------------ | ------------ | --------------------------- | --------------------------- | --------------------------- | --------------------------- | --------------------------- | --------------------------- | --------------------------- |
| Oro     | Stati Uniti   | Hilarius    | Hilary Smart - Paul Smart                              | 5828         | 729                         | 1331                        | 1030                        | 1331                        | 854                         | 0                           | 553                         |
| Argento | Cuba          | Kurush II   | Carlos de Cárdenas Culmell - Carlos de Cárdenas Plá    | 4849         | 486                         | 0                           | 486                         | 1030                        | 486                         | 1331                        | 1030                        |
| Bronzo  | Paesi Bassi   | Starita     | Wim de Vries Lentsch - Flip Keegstra                   | 4731         | 854                         | 632                         | 632                         | 854                         | 729                         | 1030                        | 486                         |
| 4       | Gran Bretagna | Gem II      | Durward Knowles - Sloan Farrington                     | 4372         | 1030                        | 1030                        | 553                         | 729                         | 1030                        | 0                           | 0                           |
| 5       | Italia        | Legionario  | Agostino Straulino - Nicolò Rode                       | 4370         | 1331                        | 854                         | 854                         | 0                           | 1331                        | 0                           | 0                           |
| 6       | Portogallo    | Espardate   | Joaquim Fiúza - Júlio Gourinho                         | 4292         | 290                         | 553                         | 1331                        | 632                         | 252                         | 632                         | 854                         |
| 7       | Australia     | Moorina     | Jock Sturrock - Len Fenton                             | 3828         | 0                           | 729                         | 155                         | 553                         | 331                         | 729                         | 1331                        |
| 8       | Canada        | Ariel       | Bill Gooderham - Gerry Fairhead                        | 2635         | 377                         | 185                         | 729                         | 217                         | 428                         | 553                         | 331                         |
| 9       | Spagna        | Galerna     | José María Alonso - José Luis Allende - Eduardo Aznar  | 2564         | 155                         | 486                         | 127                         | 377                         | 632                         | 486                         | 428                         |
| 10      | Grecia        | Nephos I    | Georgios Kalambokidis - Khristoforos Karolou           | 2532         | 428                         | 252                         | 377                         | 290                         | 331                         | 377                         | 729                         |
| 11      | Francia       | Aloha II    | Yves Lorion - Jean Peytel                              | 2515         | 252                         | 428                         | 428                         | 0                           | 553                         | 854                         | 0                           |
| 12      | Finlandia     | Lucky Star  | René Nyman - Christian Ilmoni                          | 2058         | 217                         | 290                         | 217                         | 252                         | 377                         | 290                         | 632                         |
| 13      | Austria       | Donar III   | Georg Obermüller - Horst Obermüller - Hans Schachinger | 1661         | 331                         | 155                         | 185                         | 185                         | 155                         | 428                         | 377                         |
| 14      | Brasile       | Buscape II  | João José Bracony - Carlos Bittencourt Filho           | 1644         | 127                         | 217                         | 290                         | 331                         | 185                         | 331                         | 290                         |
| 15      | Svizzera      | Ali-Baba II | Hans Bryner - Kurt Bryner                              | 1610         | 553                         | 377                         | 252                         | 428                         | 0                           | 0                           | 0                           |
| 16      | Argentina     | Acturus     | Jorge Piacentini - Ángel Carrasco                      | 1550         | 185                         | 331                         | 331                         | 486                         | 217                         | 0                           | 0                           |
| 17      | Svezia        | Lotta IV    | Bengt Melin - Yngve Engkvist                           | 888          | 632                         | 0                           | 101                         | 155                         | 0                           | 0                           | 0                           |